# Fossé, Ardennes

Fossé este o comună în departamentul Ardennes din nordul Franței. În 1 ianuarie 2022 avea o populație de 61 de locuitori.